# Nielsen USTA Pro Tennis Championship 2007
Il Nielsen USTA Pro Tennis Championship 2007 è stato un torneo di tennis facente parte della categoria ATP Challenger Series nell'ambito dell'ATP Challenger Series 2007. Il torneo si è giocato a Winnetka negli Stati Uniti dal 2 all'8 luglio 2007 su campi in cemento.

## Vincitori

### Singolare
Noam Okun ha battuto in finale  Kevin Anderson con il punteggio di 6–4, 6–3

### Doppio
Patrick Briaud /  Chris Drake hanno battuto in finale  Nicholas Monroe /  Izak Van Der Merwe con il punteggio di 7–6(5), 6–4